# Vignoble du Thouarsais
 (mars 2019).
Le vin du Thouarsais ou thouarsais, labellisé VDQS en 1966, est produit dans un vignoble du Val-de-Loire situé dans le département des Deux-Sèvres. Selon les terroirs concernés, il relève des dénominations Anjou (AOC) ou Deux-Sèvres (IGP).

## Histoire
Le vignoble du Thouarsais a une origine gallo-romaine. Il s’agrandit constamment durant le Moyen Âge grâce aux ordres monastiques et aux seigneurs locaux.
Par la suite, particulièrement aux XVIIe et XVIIIe siècles, le commerce du vin se développe en direction de Paris et de Nantes grâce à l’amélioration du transport sur la grande voie d’eau qu’est la Loire. À la suite des différentes calamités des XIXe et XXe siècles (phylloxera, mévente due à la concurrence des vins du Midi, exode rural), le vignoble se rétracte peu à peu sur ses meilleurs terroirs.
Si l'orientation vers l'élaboration de vin de qualité permet d'obtenir le label VDQS en 1966, les vins du Thouarsais, depuis le millésime 2011, sont protégés par l’AOC.

## Étymologie
Attesté sous les formes latinisées Toareca (pièce mérovingienne), Toarcis en 762.
Nom dérivé de celui de la rivière selon un processus fréquent en toponymie : le Thouet (Toare VIIe siècle, Toarum vers 866) avec le suffixe d'origine celtique -ica (< *-ika),.
L'élément *tobar ou *toar qui entre en composition dans certains noms de rivières (Cf. le Thoré affluent de l'Agout à Castres) de sens inconnu est sans doute préceltique.

## Situation géographique
Situé à une quarantaine de kilomètres au sud de Saumur, ce terroir a une production de 2 850 hectolitres pour une superficie de 40 hectares.

### Géologie
La région de Thouars est, comme l'a indiqué Alcide d'Orbigny, « l'étalon ou le point-type » de l'étage Toarcien, aujourd'hui utilisé par tous les géologues et paléontologues du monde.
Le stratotype expose sur une hauteur de près de 7 mètres une formation sédimentaire d'origine marine composée par la succession lithostratigraphique suivante, de bas en haut :
- grès,
- calcaire bioclastique à oolithes ferrugineuses,
- calcaire argileux souvent à oolithes ferrugineuses,
- marnes.

Le faciès dominant est constitué par les alternances de calcaires argileux et de marnes.
Ces sédiments sont très riches en fossiles avec notamment plus de 80 espèces d'ammonites, des foraminifères, des ostracodes, des lamellibranches, des gastéropodes...

## Vignoble

### Présentation
- Dénomination Deux-Sèvres (IGP) : Bilazais, Coulonges-Thouarsais, Luché-Thouarsais, Luzay, Massais, Maulais, Missé, Pas-de-Jeu, Pierrefitte, Rigné, Saint-Jacques-de-Thouars, Saint-Jean-de-Thouars, Sainte-Gemme, Saint-Varent et Taizé
- Dénomination Anjou (AOC) : Argenton-l'Église, Bouillé-Loretz, Bouillé-Saint-Paul, Brion-près-Thouet, Cersay, Louzy, Mauzé-Thouarsais, Oiron, Saint-Cyr-la-Lande, Saint-Martin-de-Mâcon, Saint-Martin-de-Sanzay, Sainte-Radegonde, Sainte-Verge, Thouars et Tourtenay

### Encépagement
Les cépages sont le cabernet franc, le cabernet sauvignon, le gamay, grolleau, chenin ou junot de Loire, chardonnay et le sauvignon.

### Vinification

#### Vinification en rouge
La vinification en rouge consiste à faire un pressurage après que la fermentation a commencé. Pendant toute cette phase, le moût est en contact avec les matières solides de la vendange. Celles-ci sont très riches en tanins, matières colorantes, odorantes, minérales et azotées. Ces substances vont alors se dissoudre plus ou moins dans le moût et se retrouver dans le vin.
C'est la cuvaison pendant laquelle les sucres se transforment en alcool (fermentation alcoolique) et le jus se voit enrichi par les composants du moût. Plus la macération est longue, plus la coloration du vin sera intense. Se disolvent également les tanins, leur taux sera aussi fonction du temps de la cuvaison. Plus elle sera longue, plus les vins seront aptes à vieillir. Durant cette phase, se produit une forte élévation de la température. Celle-ci est de plus en plus contrôlée par la technique de maîtrise des températures.

#### Vinification en blanc
Dans la vinification en blanc la fermentation se déroule en dehors de tout contact avec les parties solides de la vendange (pépins, peaux du raisin, rafles). Le but de cette vinification est de faire ressortir le maximum des arômes contenus d'abord dans le raisin, ensuite en cours de fermentation, enfin lors du vieillissement.
L'extraction du jus et sa séparation des parties solides peuvent être précédés par un éraflage, un foulage et un égouttage, pour passer ensuite au pressurage. Mais ces phases sont évitées par nombre de vinificateurs pour éviter l'augmentation des bourbes. Le choix se porte sur une extraction progressive du jus puis un débourbage qui permet d'éliminer toutes particules en suspension. Là aussi, encore plus que pour une vinification en rouge, s'impose la maîtrise des températures lors de la fermentation alcoolique. Elle se déroule entre 18 et 20° et dure entre 8 et 30 jours selon le type de vin désiré.

#### Vinification en rosé
La vinification en rosé se produit par macération, limitée dans le temps, de cépages à pellicule noire avec possible ajout de cépages blancs. Le vin rosé n'a pas de définition légale. Mais ses techniques de vinification sont très strictes et n'autorisent en rien en Europe le mélange de vin rouge et blanc. Deux principes différents sont utilisés :
- Le premier consiste à extraire par écoulement une partie du jus dès l'encuvage lors de la vinification en rouge ; c'est la saignée. C'est le jus qui s'égoutte sous le poids de la vendange - au maximum entre 20 et 25 % - et qui va macérer durant 3 à 24 heures. Cette méthode produit des vins rosés à la robe soutenue, et la quantité potentielle produite dépend de la concentration recherchée pour le vin rouge produit.
- Le second principe est le pressurage direct, qui consiste à extraire le jus en plusieurs fois, au cours de la macération, qui dure quelques heures. Les jus extraits successivement sont progressivement plus chargés en tanins provenant des peaux, et peuvent ensuite être assemblés. Une vendange bien mûre pourra colorer le jus et sa vinification se fait en blanc[10].

La maîtrise des températures est une nécessité, un vin rosé a une robe qui s'apparente à celle d'un vin rouge très clair, plus le fruit et la fraîcheur des vins blancs.

### Terroir et vins
Le principal du vignoble se trouve sur la commune d’Oiron-Bilazais, aux coteaux schisteux et ardoisés, orienté sud/sud-est. Ce vignoble produit d'excellents vins blancs issus du cépage chenin, ainsi que des rouges cabernet et gamay.
Les vignes couvrent une vingtaine d’hectares pour une production de 130 000 bouteilles/an. Soit 368 hl pour les blancs, 424 hl pour les rouges et 170 hl pour les rosés.